# Зидлон
Зидлон (њем. Südlohn) општина је у њемачкој савезној држави Северна Рајна-Вестфалија. Једно је од 17 општинских средишта округа Боркен. Према процјени из 2010. у општини је живјело 9.042 становника. Посједује регионалну шифру (AGS) 5554060, NUTS (DEA34) и LOCODE (DE SDL) код.

## Географски и демографски подаци
Зидлон се налази у савезној држави Северна Рајна-Вестфалија у округу Боркен. Општина се налази на надморској висини од 54 метра. Површина општине износи 45,6 km². У самом мјесту је, према процјени из 2010. године, живјело 9.042 становника. Просјечна густина становништва износи 199 становника/km².

## Међународна сарадња
| Мјесто      | Држава    | Врста сарадње | Од    |
| ----------- | --------- | ------------- | ----- |
| Винтерсвејк | Холандија | контакт       | 1996. |
| Бредеворт   | Холандија | контакт       | 1993. |
| Извор       |           |               |       |